# Podgoria Târnavelor
Podgoria Tarnavelor este cea mai mare din Transilvania, concentrînd vigoarea plantațiilor cultivate între râurile Târnava Mare și Târnava Mică.
Podgoria se afla în interiorul triunghiului format de localitațile Blaj – Sighișoara – Bălăușeri.
Obiceiul cultivării viței-de-vie pe aceste meleaguri are o tradiție milenară.
Descoperirile arheologice, documentele istorice, precum și obiectele specifice viticulturii și vinificației sunt o marturie a tradiției îndelungate din aceasta zona.
Prezența unei populații germanice în satele din zona Jidveiului, și relatiile pe care aceasta le întrețineau cu populația din Valea Rinului și Mosei au contribuit la calitatea vinurilor produse în aceasta zonă.
Cele mai importante localitați unde se produce vin sunt: Jidvei, Cetatea de Baltă, Băgaciu, Blaj, Târnăveni